# Lecanicillium
Lecanicillium és un gènere de fongs dins l'ordre Hypocreales. Conté unes 21 espècies. Són fongs entomopatògens, Anteriorment es considerava una sola espècie amb el nom de Verticillium lecanii (Zimmerman) Viegas. El gènere Lecanicillium va ser descrit primer per Rasoul Zare (IRIPP) i Walter Gams (CBS).

## Taxonomia
IndexFungorum registra les següents espècies:
- Lecanicillium acerosum W. Gams, H.C. Evans & Zare 2001,
- Lecanicillium antillanum (R.F. Castañeda & G.R.W. Arnold) Zare & W. Gams 2001,
- Lecanicillium aphanocladii Zare & W. Gams 2001,
- Lecanicillium aranearum (Petch) Zare & W. Gams 2001,
- Lecanicillium araneicola Sukarno & Kurihara 2009,
- Lecanicillium attenuatum Zare & W. Gams 2001,
- Lecanicillium dimorphum (J.D. Chen) Zare & W. Gams 2001,
- Lecanicillium evansii Zare & W. Gams 2001,
- Lecanicillium flavidum (W. Gams & Zaayen) W. Gams & Zare 2008,
- Lecanicillium fungicola (Preuss) Zare & W. Gams 2008; Anamorphic Cordycipitaceae
  - Lecanicillium fungicola var. aleophilum (W. Gams & Zaayen) W. Gams & Zare 2008,
  - Lecanicillium fungicola var. fungicola (Preuss) Zare & W. Gams 2008,
- Lecanicillium fusisporum (W. Gams) Zare & W. Gams 2001,
- Lecanicillium kalimantanense Kurihara & Sukarno 2009,
- Lecanicillium lecanii (Zimm.) Zare & W. Gams 2001: patògens delsinsectes del grup (Coccidae)
- Lecanicillium longisporum (Petch) Zare & W. Gams 2001: paògens dels àfids
- Lecanicillium muscarium (Petch) Zare & W. Gams 2001: patògens de la mosca blanca i els trips
- Lecanicillium nodulosum (Petch) Zare & W. Gams 2001,
- Lecanicillium pissodis Kope & I. Leal 2006,
- Lecanicillium psalliotae (Treschew) Zare & W. Gams 2001,
- Lecanicillium saksenae (Kushwaha) Kurihara & Sukarno 2009,
- Lecanicillium tenuipes (Petch) Zare & W. Gams 2001,
- Lecanicillium wallacei (H.C. Evans) H.C. Evans & Zare 2008.

Com a mínim, 15 espècies d'aquest gènere es comercialitzen com insecticida biològic.